# Eccidio dei XV Martiri di Madonna della Pace
L'Eccidio dei XV Martiri di Madonna della Pace è una strage perpetrata come rappresaglia dalle truppe di occupazione naziste il 26 maggio 1944..
In seguito al ritrovamento del cadavere di un soldato tedesco a Madonna della Pace (località suddivisa amministrativamente tra i comuni di Subiaco, Agosta, Cervara di Roma, Canterano e Rocca Canterano), vennero rastrellate ed uccise 15 persone. Nel luogo dell'eccidio è stato eretto un Sacrario.
I loro nomi erano:
- Albensi Bernardino, 20 anni di Rocca Canterano;
- Coluzzi Arsenio, 45 anni di Agosta;
- Di Roma Benedetto, 56 anni di Agosta;
- Di Roma Domenico, 18 anni di Agosta;
- Di Roma Giulio, 25 anni di Agosta;
- Dari Antonio, 20 anni di Rocca Canterano;
- Fioravanti Elio, 18 anni di Rocca Canterano;
- Mammoli Francesco, 41 anni di Rocca Canterano;
- Micarelli Bernardino, 78 anni di Rocca Canterano;
- Micarelli Tosello, 33 anni di Rocca Canterano;
- Miconi Gilberto, 18 anni di Agosta;
- Monteverde Ascenzio, 45 anni di Rocca Canterano;
- Tomei Renato, 26 anni di Cervara di Roma;
- Tozzi Mariano, 78 anni di Canterano;
- Vareni Francesco, 50 anni di Subiaco.

Nel dopoguerra venne costituita l'Associazione "Martiri del 1944" di Madonna della Pace che ogni anno si impegna nella Commemorazione dell'Eccidio.